# 김혜림 (미스코리아)
김혜림(1989년 5월 30일 ~ )은 대한민국의 2010년 미스코리아 대구 진(眞)이다.

## 프로필
- 출생: 1989년 5월 30일
- 신체: 173cm, 53kg, 34-24-35
- 학력: 계명대학교 미국학과
- 수상: 2010년 미스코리아 대구 진(眞)
- 취미: 신문스크랩, 여행
- 특기: 퓨전요리

## 신체 사이즈
- 가슴: 34 in (86.4 cm)
- 허리: 24 in (61.0 cm)
- 엉덩이: 35 in (88.9 cm)